# Danmark (Uppsala)
Danmark ist ein Ort (schwedisch tätort) in der Gemeinde Uppsala in der mittelschwedischen Provinz Uppsala acht Kilometer südlich der Provinzhauptstadt Uppsala an der Europastraße 4.
Über Herkunft und Bedeutung des Ortsnamens gibt es unterschiedliche Auffassungen. Demnach soll Danmark entweder die Urheimat der Dänen gewesen sein, ehe diese sich von den Schweden lösten und im 6. Jahrhundert (über Schonen) nach Dänemark zogen, oder nach dänischen Wikingern benannt worden sein, die sich im 9. oder 10. Jahrhundert (am Mälaren) in Uppland niedergelassen haben sollen. Laut Schwedisches Ortsnamenverzeichnis ist der Name auf das dialektal geprägte Wort dan (Moor, Sumpf, Flachland) sowie das alte Wort für Grenze/Grenzwald mark zurückzuführen, welches auf eine Gegend nahe oder zwischen den historischen Landschaften Tiundaland und Attundaland hindeuten könnte. Ein die Christianisierung des Ortes bezeugender Runenstein stammt aus dem 10. oder 11. Jahrhundert, die Kirche von Danmark wurde allerdings nicht vor 1291 erwähnt.
Im Rahmen der schwedischen Gemeindereformen von 1862, 1952, 1967 und 1971 wurde das einst 54,31 km² umfassende Socken (Kirchspiel) Danmark schließlich der Gemeinde Uppsala untergeordnet, 2010 wurde die Kirchengemeinde Danmark mit jener von Funbo vereinigt.

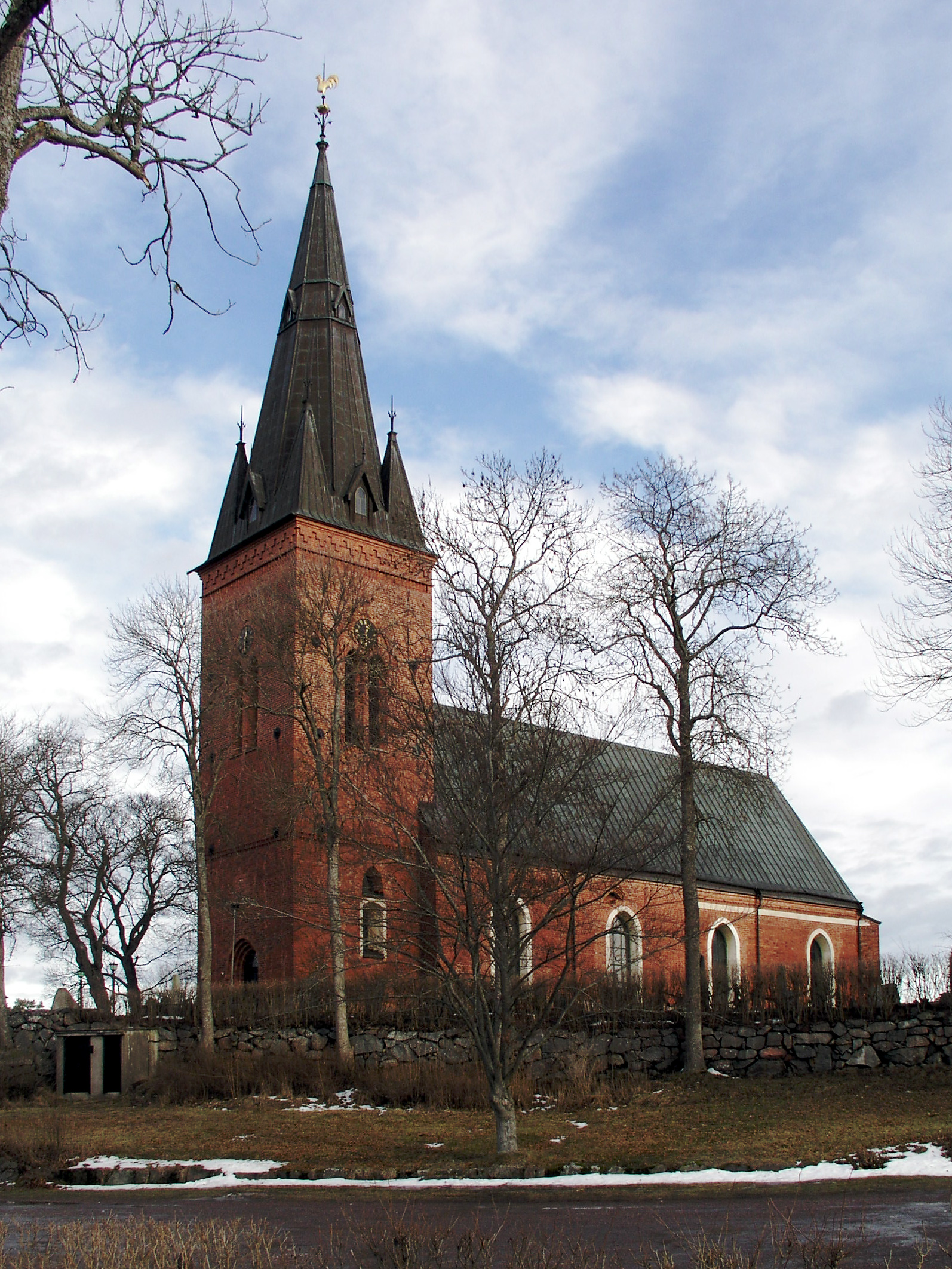
Kirche von Danmark
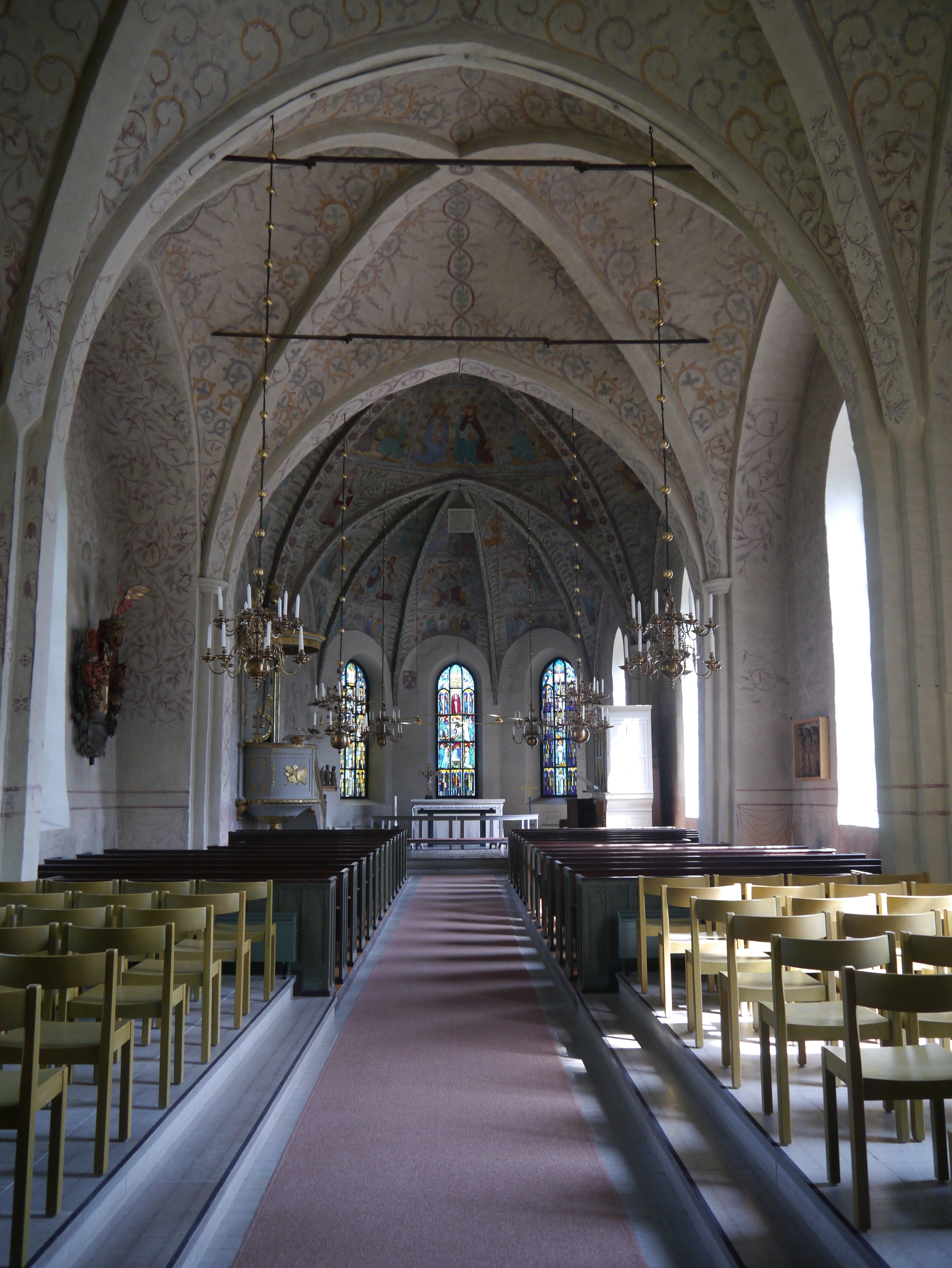
Kirche von Innen
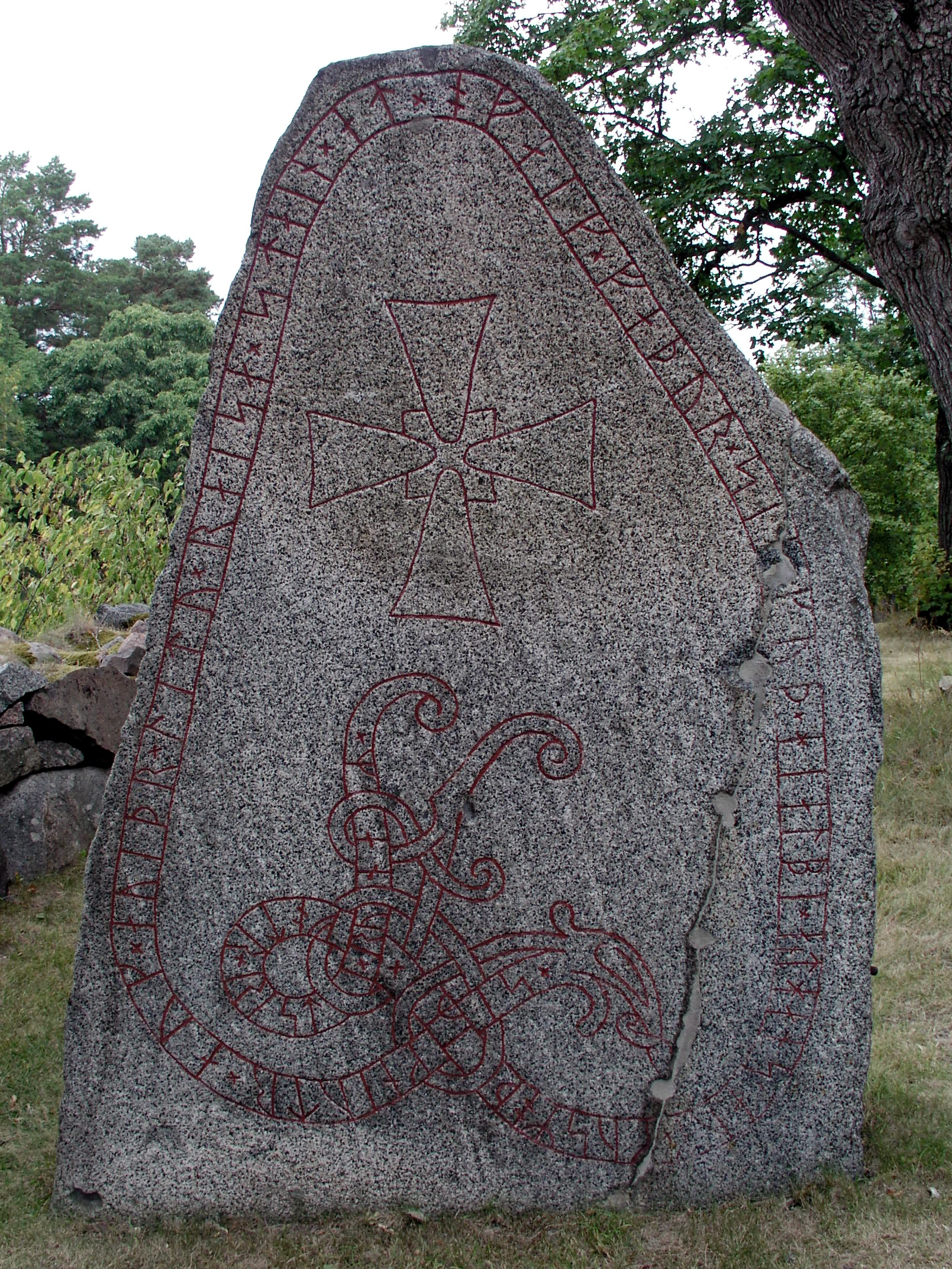
Runenstein
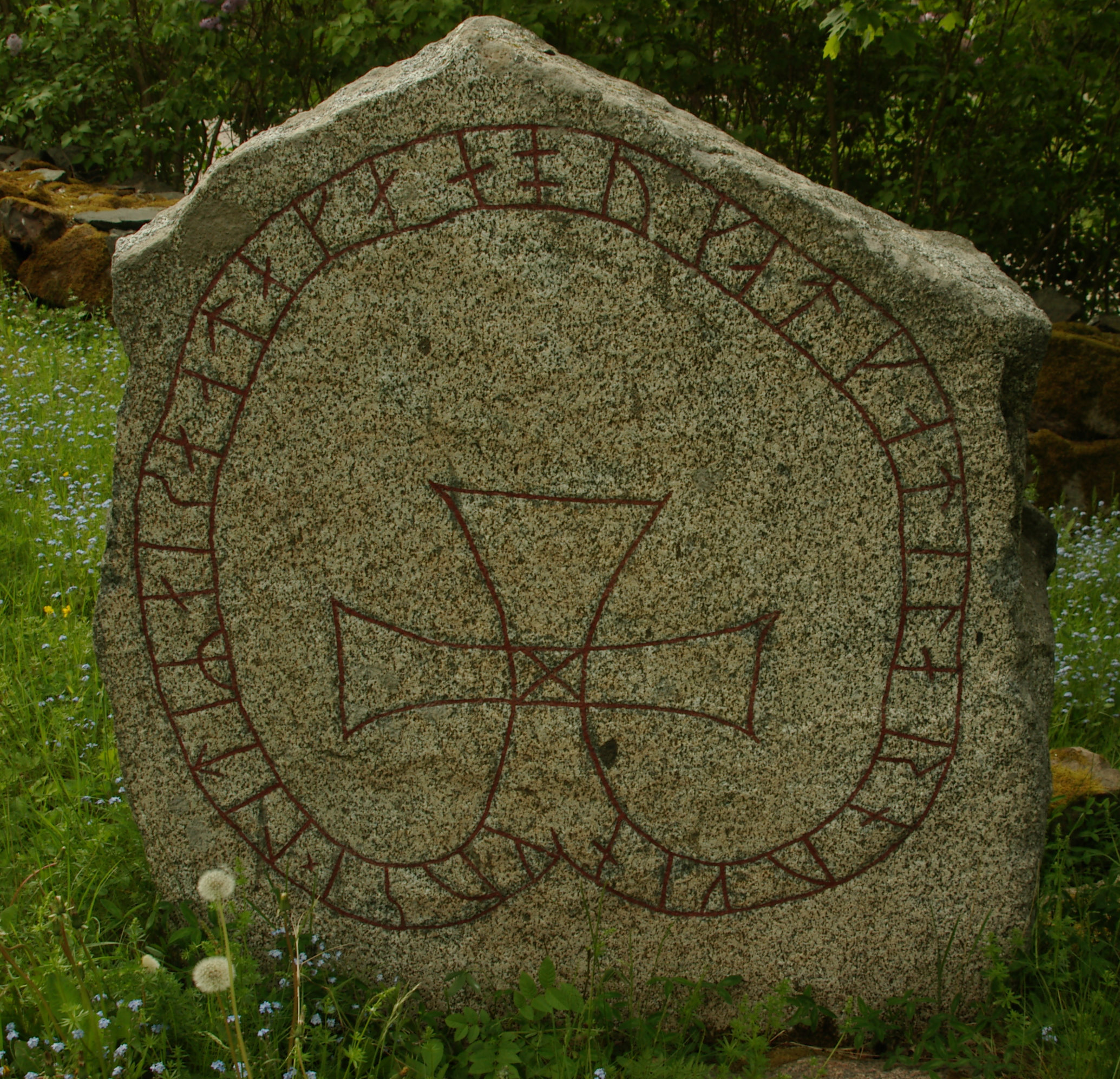
Weiterer Runenstein